# João Carvalho
João António Antunes Carvalho (Castanheira de Pera, 9 maart 1997) is een Portugees voetballer die bij voorkeur als offensieve middenvelder speelt. Hij staat onder contract bij Nottingham Forest.

## Clubcarrière

### SL Benfica
Carvalho sloot zich op achtjarige leeftijd aan in de jeugdacademie van Benfica. Op 11 januari 2015 debuteerde hij in de Segunda Liga, het tweede niveau in Portugal, in de thuiswedstrijd tegen FC Porto B. Op 15 april 2015 volgde zijn eerste competitietreffer tegen CD Tondela. In zijn eerste seizoen speelde de middenvelder achttien wedstrijden voor Benfica B. Op 7 augustus 2015 volgde zijn tweede competitietreffer tegen SC Olhanense. In zijn tweede seizoen kwam Carvalho tot een totaal van 37 competitieduels. In januari 2017 tekende hij op huurbasis een halfjarig contract bij Vitória Setúbal, om in oktober 2017 zijn debuut te maken in het eerste van Benfica in een bekerwedstrijd tegen SC Olhanense.

### Nottingham Forest
Op 14 juni 2018 tekende Carvalho een vijfjarig contract bij Nottingham Forest.

## Interlandcarrière
Carvalho kwam reeds uit voor verschillende Portugese nationale jeugdelftallen. Op 6 september 2016 debuteerde hij voor Portugal –21 in de EK-kwalificatiewedstrijd tegen Griekenland –21. Hij viel aan de rust in voor André Horta. Enkele minuten na zijn inbreng maakte Portugal het enige doelpunt van de wedstrijd via Gelson Martins.